# Utah Phillips
Bruce Duncan Phillips, detto Utah (Cleveland, 15 maggio 1935 – Nevada City, 23 maggio 2008), è stato un cantautore, attivista e narratore statunitense, noto per il suo impegno nel movimento dei lavoratori e per le sue canzoni folk che raccontano le lotte sindacali e la vita dei lavoratori itineranti.

## Biografia
Nato a Cleveland, in Ohio, Phillips crebbe in una famiglia di attivisti sindacali, il che influenzò profondamente la sua visione politica e sociale. Dopo aver prestato servizio nell'esercito degli Stati Uniti durante la guerra di Corea, divenne un pacifista e si unì al movimento anarchico cristiano, collaborando con Ammon Hennacy alla gestione della Joe Hill House, una casa di ospitalità per senzatetto a Salt Lake City.
Adottò il nome d'arte "Utah" in omaggio al cantante country T. Texas Tyler e iniziò la sua carriera musicale nei primi anni '60, esibendosi in caffè e festival folk. Le sue canzoni, spesso intrise di storie di lavoratori e di critica sociale, lo resero una figura di spicco nella scena folk americana.

## Attivismo e carriera musicale
Phillips fu un membro attivo dei Industrial Workers of the World (IWW), noti come "Wobblies", e utilizzò la sua musica per promuovere i diritti dei lavoratori e l'azione diretta. Le sue canzoni più celebri includono Green Rolling Hills of West Virginia e Rock Salt and Nails. Collaborò con artisti come Rosalie Sorrels e Ani DiFranco, con la quale registrò gli album The Past Didn't Go Anywhere (1996) e Fellow Workers (1999).
Oltre alla musica, Phillips era noto per le sue doti di narratore, condividendo storie e aneddoti sulla storia dei movimenti sindacali e sulla vita dei lavoratori itineranti. La sua serie radiofonica Loafer's Glory: The Hobo Jungle of the Mind rifletteva la sua passione per la tradizione orale e la storia popolare.

## Influenza culturale
Utah Phillips è ricordato come una voce potente per i diritti dei lavoratori e come un custode della tradizione folk americana. La sua combinazione di musica, narrazione e attivismo ha ispirato generazioni di artisti e attivisti. Dopo la sua morte nel 2008, il suo lavoro continua a essere celebrato e le sue registrazioni rimangono una testimonianza del suo impegno per la giustizia sociale e la dignità dei lavoratori.

## Discografia selezionata
- Good Though! (1973)
- We Have Fed You All a Thousand Years (1983)
- I've Got to Know (1991)
- The Past Didn't Go Anywhere (con Ani DiFranco, 1996)
- Fellow Workers (con Ani DiFranco, 1999)
- Starlight on the Rails: A Songbook (2005)